# Roberto Caló
Roberto Caló (Buenos Aires Argentina, 26 de abril de 1913 – 26 de abril de 1985) fue un pianista, director de orquesta, compositor, cantor de tango cuyo nombre real era Francisco Caló.

## Datos familiares
Nació en Alberti 284 de Buenos Aires, sus padres fueron José Caló y Natalicia Pantano. Era el tercero de 5 hermanos, todos ellos músicos: Miguel, Juan, Salvador, Antonio y Armando. Desde chico estudió piano y canto. Tenía aspecto de galán y una voz no demasiado potente, pero bien afinada, su hermano Miguel llegó a ser el más conocido, como bandoneonista y director. Juan era bandoneonista y finalmente se radicó en Estados Unidos. Antonio y Armando formaron el conjunto de jazz Tony-Armand y Salvador, con el nombre artístico de Freddy, se instaló en Miami.

## Actividad profesional
Apenas un adolescente, debutó como estribillista en la orquesta que dirigía su hermano Juan, que actuaba en Radio La Nación. 
En 1933 debutó como solista en Radio Stentor, más adelante actuó en Radio Prieto y en Radio París y en 1935 lo contrató Jaime Yankelevich y durante 3 años actuó en Radio Porteña, luego en Radio Mitre y finalmente en Radio Belgrano, que era en ese momento la radioemisora más prestigiosa.
A fines de 1938 ingresó como cantor en reemplazo de Alberto Morel en la orquesta de su hermano Miguel –que para ese entonces era ya una figura con prestigio en el tango- y en la que su hermano Armandotocaban el contrabajo. Con esa orquesta el 21 de diciembre de 1938 grabó el tango Dulce amargura y el foxtrot Luces del puerto.
En 1941 formó rubro con su hermano Juan, que era bandoneonista, que se disolvió al año. Fue entonces que Roberto Caló hizo una gira por Estados Unidos y diferentes países latinoamericanos cantando acompañándose desde el piano.
Al regresar en 1945 dejó el canto por la dirección de orquesta y debutó en LR4 Radio Splendid. En abril del año siguiente pasó a Radio Belgrano con su orquesta en la que se habían incorporado, aunque por un corto período, dos cantores ya consagrados: Enrique Campos que se habían desvinculado de la orquesta de Ricardo Tanturi y Carlos Roldán que había hecho lo mismo de la orquesta de Francisco Canaro.
En 1947 realizó una gira por el interior de Argentina y por Uruguay con su nuevo cantor Hugo del Cerro. En Buenos Aires actuó en el Dancing Empire de la Avenida Corrientes casi esquina Esmeralda. El excelente pianista Julio Medovoy estaba a cargo de los arreglos musicales y a fines del año siguiente ingresaron a la orquesta los cantores Oscar Larroca y Roberto Ray; actuaron por Radio Belgrano y poco después Ray volvió a trabajar con Osvaldo Fresedo. En 1949 la orquesta, en la que además de Larroca cantaba Alberto Santillán, actuó en Radio Splendid.
Su primera grabación es de 1951 para el sello Orfeo, con el tango El metejón cantado por Larroca y el instrumental Selección de Aníbal Troilo, con arreglos de Julio Medovoy; poco después Larroca se fue a la orquesta de Alfredo de Angelis para reemplazar a Julio Martel y su lugar lo ocupó Carlos Rivera, con cuya voz Caló registró el famoso tango Zorro gris. Con la voz del cantor Carlos Roldán, que regresó un corto tiempo, la orquesta de Caló grabó en 1952 la milonga Soy una fiera, de Francisco Martino, Cualquier cosa de Juan Miguel Velich y su hija Herminia y Victoria, de Enrique Santos Discépolo. A fin de ese año ingresó Alberto Santillán, que había sido el cantor de la orquesta de Víctor D’Amario y registraron Nostalgias, de Juan Carlos Cobián con letra de Enrique Cadícamo, Después que te perdí, tango del propio Caló y Horacio Sanguinetti y el vals Manos adoradas.
En 1953 acompañó con su orquesta a la cancionista Azucena Maizani en grabaciones para la discográfica Orfeo cuando ella retornaba al disco, luego de once años. El mismo año registró varios temas, entre ellos Con la otra y Canzoneta con la voz de Enrique Campos que retornaba a la orquesta y actuó en Radio Splendid, en el Café Marzotto, y en el salón Les Ambassadeurs, de la avenida Figueroa Alcorta durante los bailes de Carnaval. En 1956 ingresó a la orquesta, aunque por poco tiempo, el cantor Roberto Rufino, quien reaparecía después de una pausa en su actividad descanso y de inmediato grabaron para RCA Victor los tangos Ladrillo de Juan de Dios Filiberto y Juan Caruso y Soñemos, de Roberto Caló y Reynaldo Yiso, que tuvo enorme éxito y los llevó a actuar en Radio El Mundo y en dos de los más importantes cabarés del momento, el Marabú de la calle Maipú y el Chantecler de Paraná y Avenida Corrientes.
Para los bailes de Carnaval de 1957 ya no estaba Rufino, por lo que Caló contrató a los cantores Héctor De Rosas y Rodolfo Galé a los que se agregó como tercer cantor poco después Tito Reyes. Por entonces la orquesta de Roberto Caló era más requerida que la de su hermano Miguel, trabajaba con mucho suceso en la confitería Richmond de la calle Esmeralda y realizó, entre otras grabaciones, las de Si vos no me querés, Limosna de amor y Luna Tucumana con dúos de Galé y De Rosas, y de Frente a un espejo, Nápoles de mi amor y Tango argentino, con Tito Reyes. A fines de 1957 el conjunto acompañó a Aída Denis en sus grabaciones para RCA Victor y en diciembre ingresó a la orquesta el notable pianista y arreglador Osvaldo Tarantino en reemplazo de Osvaldo Berlingieri que había dejado el conjunto para comenzar a trabajar el 24 de septiembre de 1957 con Aníbal Troilo y a mediados de 1958, se retiró el cantor Galé. Roberto Caló decidió disolver la orquesta y Tito Reyes junto con la mayoría de sus músicos pasaron a la orquesta de su hermano Miguel, en tanto Roberto se dedicaba a la producción de espectáculos.

## Composiciones y actuación fílmica
Roberto Caló actuó en varios filmes: Giácomo (1939), Valle negro (1943) y Los ojos más lindos del mundo (1943). Como compositor es autor de Soñemos, Te vi llegar, y los instrumentales Colores, En fa menor y Flauteando.
Falleció en Buenos Aires el 26 de abril de 1985, el mismo día en que cumplía 72 años.